# Martín Arzuaga
Martín Enrique Arzuaga (Becerril, 23 luglio 1981) è un ex calciatore colombiano, di ruolo attaccante.

## Caratteristiche tecniche
Gioca come attaccante centrale, e ha dimostrato buone capacità realizzative. Il suo temperamento lo ha portato anche a dissapori con compagni di squadra, come in occasione dell'incontro di Coppa Libertadores 2009 contro il Grêmio, durante il quale Arzuaga e il compagno Pedro García litigarono in campo: entrambi furono multati dalla società. El Torito de Becerril (il torello di Becerril) è conosciuto anche per le sue curiose esultanze, come quando, giocando per il Godoy Cruz, indossò una maschera tradizionale della zona di Barranquilla.

## Carriera

### Club
Debuttò nel 2000 giocando per il Junior de Barranquilla, partecipando allaCoppa Libertadores 2005, venendo eliminati ai quarti di finale dal Boca Juniors. Nel 2004, vinse la Primera división colombiana con il Junior, segnando uno dei gol nella finale contro l'Atlético Nacional di Medellín.
Ad inizio 2006 firmò per il Veracruz, squadra messicana, dopo essere stato vicino al River Plate, non passando però la visita medica del club di Buenos Aires per un infortunio al ginocchio. Nel 2007 passò al Godoy Cruz in occasione del Clausura 2007, dove divenne titolare; nonostante le sue buone prestazioni, il club retrocesse in Primera B Nacional. Passato al Rosario Central, segnò cinque reti nell'Apertura 2007, tra cui uno nel derby contro il Newell's, vinto appunto per 1-0. Nel Clausura 2008 segnò 5 gol in 19 partite. Nell'undicesima giornata segnò contro il River Plate, ed esultò baciandosi il ginocchio, che era stato la causa del suo mancato approdo al club Millonario.
Nella seconda metà del 2008 tornò al Junior de Barranquilla, insieme ad altri giocatori come Roberto Carlos Cortés e Oswaldo Mackenzie. Nel 2009 è passato all'Universidad San Martín in Perù; ha poi passato un periodo al Juan Aurich prima di tornare al club del debutto, l'Atlético Junior.

### Nazionale
Con la Colombia ha partecipato alla FIFA Confederations Cup 2003 e alla CONCACAF Gold Cup 2005, totalizzando 10 presenze ed un gol. Ha fatto parte della squadra anche durante le qualificazioni al campionato mondiale di calcio 2006.

## Palmarès

### Club

#### Competizioni nazionali
- Campionato colombiano: 1

Junior: 2004